# Pasteurellose des Meerschweinchens
Die Pasteurellose des Meerschweinchens ist eine durch Pasteurella multocida hervorgerufene bakterielle Infektionskrankheit bei Meerschweinchen. Klinisch äußert sie sich zumeist als akute schwere Erkrankung des Atmungsapparats. Die Behandlung erfolgt durch Antibiotika.

## Klinik
Die Infektion erfolgt häufig durch Kontakt mit Kaninchen (siehe auch Kaninchenpasteurellose) oder mit Kot von Kaninchen und Nagetieren verschmutzte Futtermittel. P. multocida kommt auch bei gesunden (latent infizierten) Meerschweinchen vor. Die Inkubationszeit beträgt 5 bis 10 Tage.
Die Erkrankung kann als akute Blutvergiftung (Septikämie) und schwere Erkrankung des Atmungsapparats (Bronchopneumonie) mit Abgeschlagenheit, struppigem Fell, Fieber, Atemnot (Dyspnoe), Nasen- und Augenausfluss auftreten. Akut erkrankte Tiere sterben zumeist nach zwei bis drei Tagen.
Die Pasteurellose kann auch als spezifische Organkrankheit, z. B. Scheidenentzündung mit Vaginalausfluss, Hodenentzündung, mit Durchfällen infolge einer Gastroenteritis oder in Form von Hautgeschwüren auftreten. 
Auch chronische Verläufe sind möglich.

## Diagnose und Behandlung
Die Diagnose ist klinisch nur als Verdacht zu stellen, insbesondere die Rodentiose sowie andere Atemwegserkrankungen durch Bordetella bronchiseptica, Klebsiella pneumoniae, Chlamydophila caviae, Streptobacillus moniliformis, Strepto- und Staphylokokken und verschiedene Haemophilus-Arten kommen differenzialdiagnostisch in Betracht. Beweisend ist ein Erregernachweis aus Tupferproben.
Die Behandlung der Pasteurellose erfolgt durch Antibiotika nach vorherigem Antibiogramm. Wirksam sind im Regelfall Tetracyclin oder Trimethoprim-Sulfonamid-Kombinationen.